# Arif Aiman
Arif Aiman, né le 4 mai 2002 à Kuantan en Malaisie, est un footballeur international malaisien évoluant au poste d'ailier droit au Johor Darul Ta'zim.

## Biographie

### En club
Né à Kuantan en Malaisie, Arif Aiman est formé par l'académie Mokhtar Dahari. Il rejoint ensuite le Johor Darul Ta'zim où il commence sa carrière professionnelle.
Aiman joue son premier match en équipe première le 14 mars 2020, lors d'une rencontre de première division malaisienne face au FELDA United F.C. (en). Il entre en jeu et les deux équipes se séparent sur un score nul de un partout.
Le 16 décembre 2023, Aiman se fait remarquer en marquant quatre buts face au Penang FC, en championnat. Il s'agit de son premier quadruplé, et il permet à son équipe de l'emporter par huit buts à zéro.
Aiman se fait remarquer lors de la Ligue des champions Élite de l'AFC 2024-2025 en réalisant un doublé le 18 septembre 2024 contre Shanghai Port, permettant à son équipe de faire match nul (2-2 score final),. Il est auteur d'un nouveau but dans cette compétition le 5 novembre 2024, lors de la victoire de son équipe face au Ulsan HD (3-0 score final),.

### En sélection
Arif Aiman honore sa première sélection avec l'équipe nationale de Malaisie face au Bahreïn le 28 mai 2021. Il entre en jeu et son équipe est battue par deux buts à zéro.

## Palmarès
Johor Darul Ta'zim
- Championnat de Malaisie (3) :
  - Champion : 2021, 2022 et 2023.